# Echinopsis ayopayana
Echinopsis ayopayana är en kaktusväxtart som beskrevs av Friedrich Ritter och Walter Rausch. Echinopsis ayopayana ingår i släktet Echinopsis och familjen kaktusväxter. Inga underarter finns listade i Catalogue of Life.